# 유호 (안향희후)
유호(劉胡, ? ~ ?)는 전한 말기의 제후로, 조애왕의 손자이다.

## 생애
아버지 유희의 뒤를 이어 안향후(安鄕侯)에 봉해졌다.
시호를 희(釐)라 하였고, 아들 유합중이 작위를 이었다.

## 출전
- 반고, 《한서》 권15하 왕자후표 下

| 선대 아버지 안향효후 유희 | 전한의 안향후 ? ~ ? | 후대 아들 유합중 |